# Вулкан на Барански
Вулканът на Барански (на руски: Вулкан Баранского; на японски: 指臼岳) (Аюсу, Сасиусу, Сачиусу-дейк, Сашиусу-дейк) е активен, сложен стратовулкан с централен, екструзивен купол. Разположен е на източното тихоокеанско крайбрежие в централната част на остров Итуруп, принадлежащ към веригата на Южните Курилски острови, Сахалинска област на Русия. Островът се намира на 230 км от Хокайдо и е обект на териториален спор между Русия и Япония. В съответствие с Конституцията на Руската федерация, островът е част от територията на Русия, а според административно-териториалното деление на Япония той е част от окръг Немуро, префектура Хокайдо в Япония. Вулканът носи името на Николай Барански, създател на съветската икономическа и географска школа, концепцията за икономическите региони и териториалните производствени комплекси.

## Описание
Вулканът на Барански се издига на дълъг 45 км планински хребет, на който са разположени общо три вулкана, два от които са активни – на Барански и Иван Грозни. Барански има форма на пресечен конус, съставен от различни базалтови и андезитни скални породи. Представлява комплекс, състоящ се от ерозирал плейстоценски вулкан, затворен в холоценов стратовулкан. На върха е формиран млад лавов купол с диаметър на основата между 300 и 500 м и височина 40 – 50 м. От северната му страна се намира неголям кратер със солфатарна активност. Според Global Volcanism Program височината на вулкана е 1125 м. По данни на Сахалинската група за реагиране при вулканични изригвания (SVERT) тя е 1133 м.
На северозапад вулканът е разрушен и прерязан от верига от млади експлозивни кратери. Лавовите потоци от тях са насложени върху склоновете на стари структури и достигат до Тихия океан. На югозападния фланг, на височина 700 – 750 м, е врязан друг експлозивен кратер, приличащ на разрушен амфитеатър и наречен Старозаводско термално поле. Там, по протежение на дълъг разлом е разположено голямо фумаролно поле, на чието дъно кипят кални отвори, врят езерца и извират горещи води. Водата в ручеите е сярнокиселинна. На североизточния скат е разположена група от странични конуси с ориентация северозапад-югоизток, частично заобиколена от лавови потоци. Те се спускат от централния кратер, изминават 4,5 км в югоизточна посока и достигат на широк фронт до океана. Лавата на вулкана е изградена от смесица от андезит и дацит, а по повърхността му има няколко зони със серни отлагания.
В близост до вулкана на Барански действат множество горещи и кипящи минерални извори. В зоната 2 – 4 км югоизточно от него са извършени геотермални проучвания. Данните за температурата от няколко сондажа показват силно повишение през 1989 г., 4 – 5 месеца преди изригването на вулкана Иван Грозни, който се намира на 13 км югоизточно от Барански. След ерупцията температурите в сондажите намаляват. Съставът на газовете, температурата и местоположението на фумаролите в кратера остават непроменени. Температурите на водата от 4 от сондажите на югозападния склон са съответно 100 °С, 99 °С, 100 °С и 101 °С, на дъното на Кипящата река – 61 °С, а в два от сондажните отвори – съответно 170 °С и 47 °С.
През 2007 г. в Старозаводското термално поле е построена геотермалната електростанция „Океанска“ с обща мощност 3,6 МВч. В продължение на няколко години тя захранва с електроенергия близкия град Курилск. След възникнал пожар станцията вече не функционира.

## Активност
Предполагаеми изригвания на вулкана на Барански стават през 1460 ± 30 г. и през 1570 ± 30 години, но данните за тях са несигурни. Единственото документирано историческо изригване е отбелязано на 15 юли 1951± 45 дни, когато местни жители съобщават за слаби експлозии от върха. Оттогава до днес продължава силна солфатарна активност, съсредоточена на върха и при няколко странични кратера, а геотермалното поле на югозапад съдържа горещи извори и гейзери.
През лятото на 1991 г. на югозападния склон на вулкана е бита проучвателна сонда. Пробиването е направено в зона с горещи термални води, на 4,5 км от кратера, в долината на река Кипяща. В началото на август работата е временно спряна, без да са монтирани всички елементи на сондата. Две седмици по-късно се получава хидротермална експлозия, при която смес от гореща вода, пара и голямо количество скални късове се издигат на 50 м височина. Вследствие на това, на мястото се образува нов, малък кратер с диаметър над 10 м. Изригването продължава няколко дни и унищожава растителността в радиус от 50 м. Смята се, че експлозията е станала, когато горещата вода е нахлула и се е изкачила по сондажния отвор, тъй като той е пробит в зона на пропускливи фисури близо до повърхността. Като резултат се е получило силно изригване през незащитените му стени.